# Percy Bysshe Shelley
Pour les articles homonymes, voir Shelley.
Œuvres principales
Ozymandias
Percy Bysshe Shelley (prononcé : /ˈpɜːsi bɪʃ ˈʃɛli/) est un poète romantique britannique, né le 4 août 1792 près de Horsham (Sussex) et mort le 8 juillet 1822 en mer au large de Viareggio (Toscane). Connu pour ses œuvres poétiques, sa passion pour les idéaux révolutionnaires et sa critique sociale, Shelley est considéré comme l'un des plus grands poètes romantiques anglais. Époux de la romancière Mary Wollstonecraft Godwin, il laisse une empreinte durable sur la poésie romantique et la littérature.

## Détesté et adulé
Percy Bysshe Shelley est l'un des plus grands poètes romantiques britanniques. Si les anthologies reprennent surtout Ozymandias, Ode to the West Wind, To a Skylark et The Mask of Anarchy, ses œuvres les plus importantes sont de longs poèmes visionnaires tels que Alastor, or The Spirit of Solitude, Adonais, Prometheus Unbound, et son poème inachevé The Triumph of Life.
Sa vie hors des conventions sociales, son idéalisme farouche et sa voix passionnée l’ont rendu à la fois célèbre et haï de ses contemporains, qui voyaient en lui le diable. Mais les deux ou trois générations suivantes en firent leur idole, que ce soient les principaux poètes victoriens Robert Browning, Alfred Tennyson, Dante Gabriel Rossetti ou Algernon Charles Swinburne, ou plus tard Karl Marx, Henry Salt, William Butler Yeats et George Bernard Shaw.
Sa célébrité est aussi associée à celle de ses contemporains John Keats et Lord Byron, qui comme lui moururent encore jeunes, ainsi qu’à la femme qu’il épousa en secondes noces, la romancière Mary Shelley, autrice de Frankenstein, dont il préfaça l’édition de 1818.
En 1858, un membre de l'aristocratie britannique nommé Edward John Trelawny publia un compte rendu de sa vie en Italie avec Shelley et Lord Byron, sous le titre Recollections of the Last Days of Shelley and Byron, une ode au génie des deux hommes, mais plus particulièrement de Shelley que, malgré son caractère fantasque, Trelawny ne pouvait s'empêcher d'aimer et d'admirer, alors que le ton du livre est beaucoup plus sévère pour Lord Byron, alors en pleine gloire. En 1876, Trelawny, âgé de 84 ans, republia ses Recollections sous le titre Records of Shelley, Byron and the author.

## Biographie

### Enfance et éducation
Fils de Sir Timothy Shelley, second baronnet de Castle Goring, et d’Elizabeth Pilfold son épouse, il est élevé dans le Sussex auprès de son précepteur, le Révérend Thomas Edwards de Horsham.

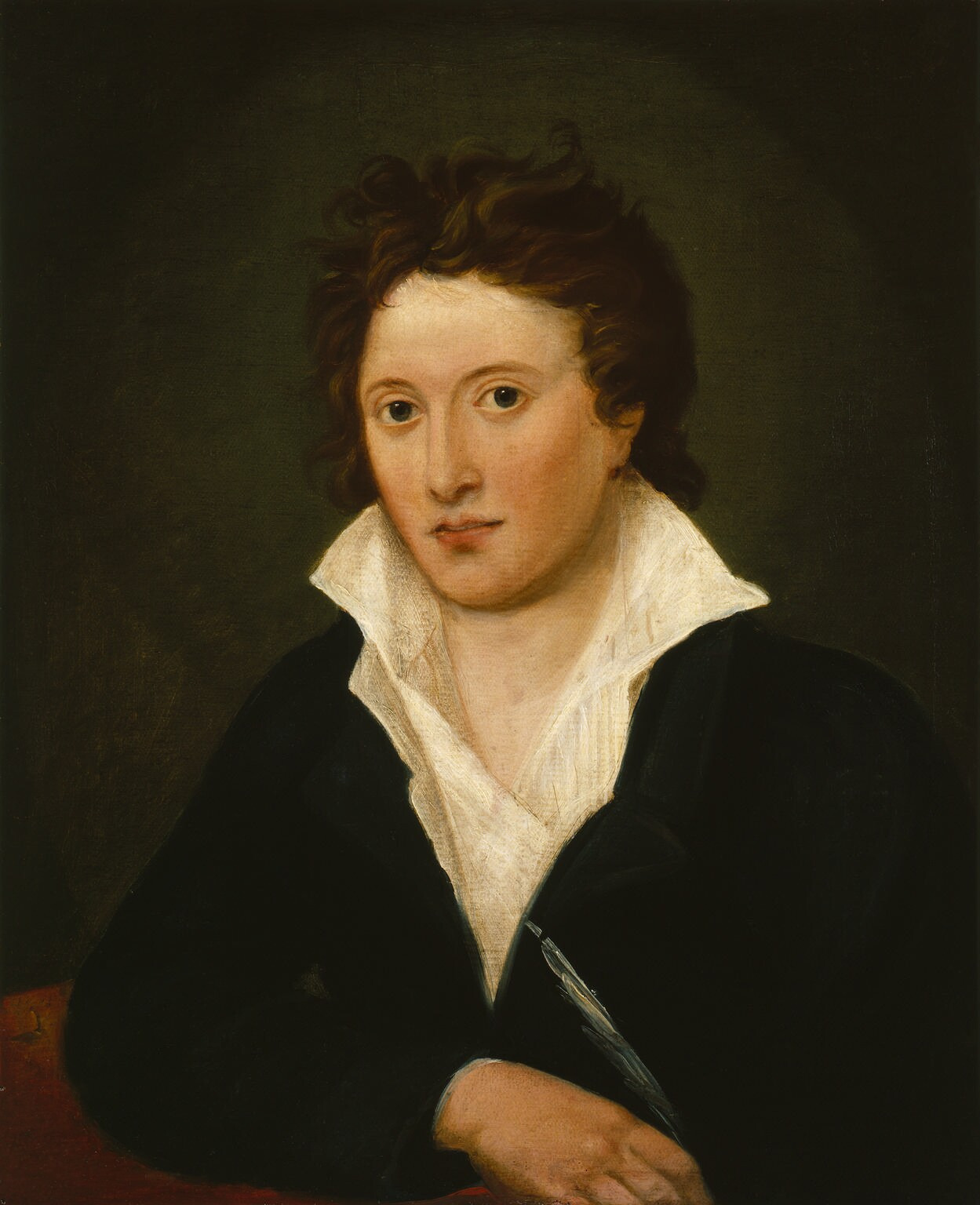
Shelley par Amelia Curran.

Il fait ses premières études au pensionnat Sion House de Brentford, un établissement à la discipline sévère, dont il a très tôt à souffrir, puis il est inscrit au collège d'Eton. À cause de sa santé fragile, de sa beauté efféminée, il est le souffre-douleur de ses camarades. Pour se consoler, il se réfugie dans les études, apprenant à lire Lucrèce dans le texte latin, se passionnant pour la chimie et l'occultisme. Cela lui vaut le surnom de « Shelley le fou », ou celui, encore plus venimeux pour l'époque, de « Shelley l’athée ».
Il compose déjà des romans : Zastrozzi (1808), un roman gothique, qui se ressent fort de l’influence d'Ann Radcliffe, Saint Irvyne or the Rosicrucian (1810) et des poésies : Wandering Jew, en collaboration avec Thomas Medwin, Original Poetry by Victor and Cazire (1810), en collaboration avec sa cousine Harriet Grove, à laquelle il vouera toute sa vie un amour platonique. Il est maintenant avéré que Zastrozzi et Saint Irvyne ont tous deux été inspirés à Shelley par la lecture de Zofloya, ou le Maure, le roman gothique de Charlotte Dacre.
À Oxford, il se lie d'amitié avec Thomas Jefferson Hogg, épicurien mondain, et esprit caustique. Ensemble, ils composent, font imprimer et distribuent une brochure de sept pages intitulée La Nécessité de l'athéisme (février 1811). Ce pamphlet fait aussitôt scandale, et les deux amis sont convoqués par le rectorat de l'université. Son refus de paraître devant « ces messieurs » provoque son renvoi d'Oxford, et celui de Hogg, le 25 mars 1811. Le père de Shelley obtient sa réadmission, à la condition qu'il se rétracte. Mais l'impétueux adolescent refuse, ce qui entraîne la rupture avec sa famille. On pense qu'à cette époque, le jeune homme fut membre d'une société secrète à l'université d'Oxford, qu'il continua de fréquenter en cachette malgré son expulsion, pour des réunions clandestines.

### Vie agitée
Il s’établit à Londres, s’entiche d’une jeune fille, Harriet Westbrook, fille d'un hôtelier enrichi, qu'il épouse à Édimbourg, après un romanesque enlèvement. C'est l'été 1811. Il a 19 ans, elle en a 16.
Shelley invite alors son ami Thomas Hogg à partager son foyer, et même sa femme, selon ses principes de l'amour libre. Comme la jeune femme y trouve à redire, il renonce à cette idée, et emmène Harriet dans le Lake District, pour se consacrer à l'écriture. Les relations du jeune couple commencent à s'altérer avec la venue d'Eliza, la sœur aînée d'Harriet.
Au printemps 1814, Shelley se lie d'amitié avec le poète Southey et le philosophe Godwin, dont il courtise une des filles, la blonde Mary, âgée de dix-sept ans. En même temps, il se jette tête baissée dans la politique, discourt dans des réunions et prône un mode de vie naturel et libertaire, qui le fait devenir végétarien pour des raisons éthiques.

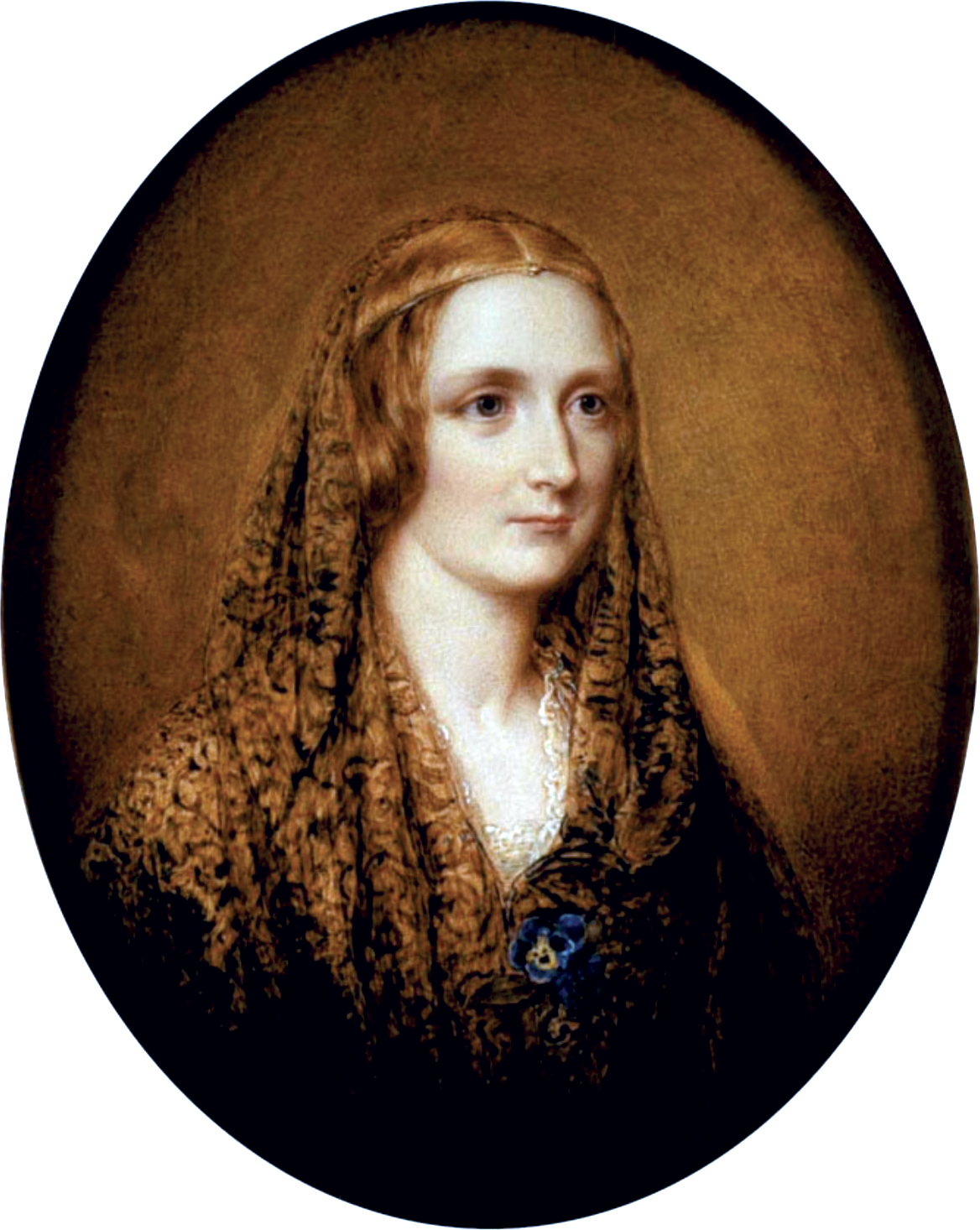
Mary Shelley.

Ses écrits révolutionnaires, Declaration of Rights (Dublin, 1812) et The Devil’s Walk (1812), attirent l’attention des autorités. On l'inscrit sur les listes de suspects, et, pour se soustraire à des poursuites imminentes, il se déplace constamment d’un bout à l’autre du Royaume-Uni, trouvant tout de même le temps de publier le poème philosophique Queen Mab (Londres, 1813), et une Refutation of Deism, qui prend fait et cause pour l'athéisme (1814, in-8).
Il entreprend un voyage à travers la France, qui le conduit jusqu'en Suisse. À son retour en Angleterre, Harriet est enceinte, ainsi que Mary Godwin. De l'été 1815 à l'été 1816, Shelley s'installe à Bishopgate près de la forêt de Windsor, entouré de ses femmes, bientôt rejointes par la sœur de Mary et Clara Clairmont, la maîtresse de Byron, enceinte elle aussi. Shelley fait alors la rencontre de Thomas Peacock, romancier et essayiste. Ce bon vivant, qui lui redonne le goût de la viande, lui fait découvrir les plaisirs du canotage. Ensemble, ils font de longues promenades en forêt. En réponse à un article de Peacock, Shelley improvise la Défense de la poésie suivie peu après de son poème allégorique en vers blancs Alastor ou l'Esprit de la solitude (1816). La santé de Shelley connaît sa période la plus florissante, son moral est au zénith, son inspiration s'en ressent : les lettres à Peacock constituent la partie la plus intéressante de sa correspondance.
C'est alors qu'Harriet donne naissance à un fils, Charles Bysshe. La famille de Shelley, furieuse qu'il ait délaissé sa femme et son enfant, rompt toute relation avec lui. Il repart alors pour la Suisse en août 1816, avec Mary Godwin et Clara Clairmont.

### Période sombre
L'hiver 1816-1817 est marqué par les drames familiaux. Le 10 décembre, Harriet Shelley se noie dans la Serpentine de Hyde Park. Soupçonnant un suicide, on procède à une autopsie qui révèle qu'elle était de nouveau enceinte, mais sans doute d'un autre que Shelley. Vingt jours après, le 30 décembre 1816, le poète régularise son union avec Mary Godwin dont il avait déjà un fils, William, et dont il aura peu après une fille. Clara Clairmont, maintenant brouillée avec Byron, dont elle avait eu une fille prénommée Allegra, confie son enfant à la charge de Shelley. Le 27 mars 1817, le tribunal confie à la sœur du poète les deux enfants laissés par Harriet avec obligation pour Shelley de leur verser une pension annuelle de 200 livres pour leur entretien.
C’est au milieu de tous ces embarras qu’il crée le chef-d'œuvre, Laon et Cynthia ou la Révolution dorée renommé plus tard en La Révolte de l'Islam (Londres, 1818).

### En Italie

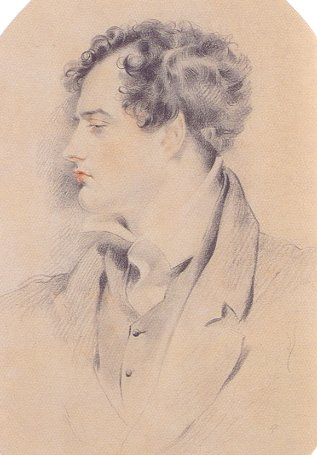
Byron par George Harlow.

Comme il ne peut plus vivre en Grande-Bretagne, il s’établit en Italie en 1818, sans espoir de retour. Il y retrouve Lord Byron, auquel il restitue la petite Allegra, se lie avec lui d’une forte amitié, visite les grandes villes : Florence, Naples, Venise, Rome, écrivant beaucoup : The Cenci (1819), tragédie en cinq actes ; Prometheus unbound (Prométhée délivré, 1820), poème sur le thème de la rédemption de l’humanité ; The Ode of the West Wind (L'Ode au vent d'ouest). Il fait la connaissance de Teresa Viviani, qui lui inspire son Epipsychidion (1821), d’un mélodieux mysticisme, et Adonais (1821, in-4), inspiré par la mort de John Keats.
Shelley et son épouse Mary vont louer une villa à La Spezia. D’une activité intellectuelle intense, Shelley traduit Platon, Spinoza, Eschyle, Goethe, Calderon. Alors que le poète préfère la solitude, à l'inverse de sa femme, qui aime être entourée, des amis se sont groupés autour du couple. Byron leur fait de fréquentes visites. Parmi les intimes, le lieutenant Edward Williams et sa compagne Jane. Celle-ci, qui chante et joue de la guitare, éveille la jalousie de Mary Shelley, en inspirant au poète des vers sur le thème de l'amour. Le lieutenant et Shelley ont un goût commun pour les poètes grecs et latins, la navigation et le tir au pistolet.

### Mort romanesque

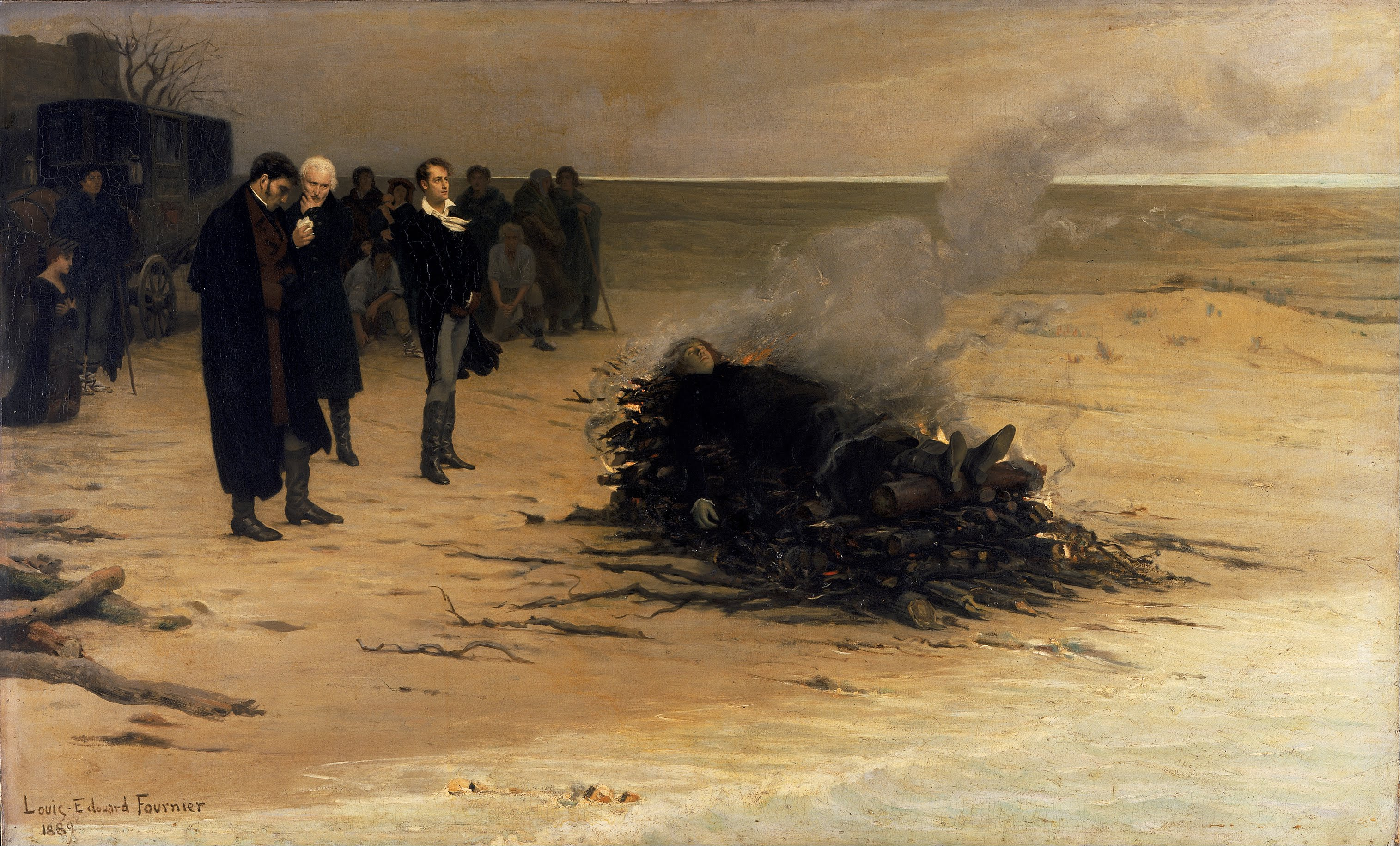
Les Funérailles de Shelley par Louis Édouard Fournier, tableau de 1889.

L'été 1822, Shelley et son ami Williams construisent un petit voilier, l'Ariel, pour traverser le golfe de Livourne. Ils s'embarquent le 8 juillet accompagnés d'un jeune mousse, Charles Vivian. Le temps est lourd, la mer agitée. Après deux heures de navigation, l'Ariel est submergé par la tempête. Au bout de dix jours, les trois corps seront rejetés sur la grève. Dans la veste de Shelley, on retrouve un petit volume d'Eschyle et un recueil de John Keats.
Les corps sont incinérés à la manière antique sur la plage de Viareggio, en présence de Byron et de Leigh Hunt, l'ami de Keats. Le 21 janvier 1823, les cendres du poète sont placées dans le cimetière non catholique de Rome, cimetière où est enterré son fils William, mort en 1819 à l'âge de trois ans (mais l'emplacement de ses restes n'a pu être retrouvé). Quelques semaines plus tard, Trelawny fera déplacer la tombe à un endroit jugé plus approprié du même cimetière.

## Œuvres
- 1808 : Zastrozzi
- 1810 : Saint Irvyne or the Rosicrucian
- 1810 : Wandering Jew, en collaboration avec Thomas Medwin, poésie
- 1810 : Original Poetry by Victor and Cazire
- 1811 : La Nécessité de l'athéisme, pamphlet
- 1812 : Declaration of Rights, écrit
- 1812 : The Devil’s Walk, écrit
- 1813 : Queen Mab, poème
- 1814 : Refutation of Deism, écrit
- 1816 : Alastor, or The Spirit of Solitude, poème
- 1816 : Vers écrits dans la vallée de Chamonix (parfois intitulé Mont-Blanc)
- 1817 : Hymn to Intellectual Beauty, poème
- 1817 : History of a Six Weeks' Tour
- 1818 : Ozymandias, poème
- 1818 : The Revolt of Islam (en), poème, trad. La Révolte de l'Islam. Un poème en douze chants
- 1819 : The Cenci, pièce de théâtre, finalement produite à Paris en 1891
- 1820 : The Witch of Atlas, poème
- 1820 : Prometheus Unbound, poème
- 1820 : Ode au vent d'ouest, poème
- 1821 : Epipsychidion, poème
- 1821 : A Defence of Poetry, essai
- 1821 : Adonais, poème
- To a Skylark, poème
- The Masque of Anarchy, poème
- The Triumph of Life, poème
- To Jane : the Invitation, mis en musique par Rosalind Ellicott
- Posthumous Fragments of Margaret Nicholson, poème

### Préface
- 1818 : Frankenstein ou le Prométhée moderne de Mary Shelley

## Publications en français de l'œuvre de Shelley
- Quelques poèmes, traduction de Paul Baillière, gravures sur bois de Charles Berriat, Paris, Aux dépens d'un amateur, en vente chez Charles Bosse Libraire, 1924 (BNF 31361955)
- Œuvres choisies, I/III. Texte anglais et traduction en vers par Maurice Castelain. Paris, Belles-Lettres. 1929-1931-1935 (3 volumes)
- Shelley, par Stephen Spender, Éditions Seghers, collection Écrivains d'hier et d'aujourd'hui, n°17, 1964
- Poèmes, présentation, traduction et notes de Robert Ellrodt, édition bilingue, Imprimerie nationale, 2006  (ISBN 2-7427-5990-5) (BNF 40159697)
- Défense de la poésie, Traduction de Franck Lemonde, Éditions Payot & Rivages, 2011
- Ode au vent d'Ouest. Adonais et autres poèmes, Traduction de Robert Davreu, Édition bilingue, Points Poésie, 2011
- Écrits de combat, traduction de Félix Rabbe, Albert Savine et Philippe Mortimer, précédés de Shelley, un exilé parmi nous d'Hélène Fleury, Éditions l'Insomniaque, 2012  (ISBN 978-2-915694-46-8)
- La Révolte de l'Islam, un poème en douze chants, traduction de Jean Pavans, préface de Judith Brouste, édition bilingue, Éditions Gallimard, coll. « Poésie », 2016

### Sources
Certaines parties de cet article proviennent de l'article « Shelley » de La Grande Encyclopédie.

### Bande dessinée
Shelley de Daniel Casanave (dessin), David Vandermeulen (scénario) et Patrice Larcenet (couleur), éditions Le Lombard
1. Percy, février 2012
2. Mary, mai 2012